# 엘리자베스 그리그

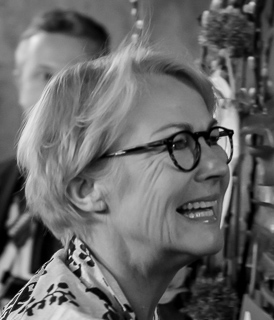
엘리자베스 그리그(2016년)

엘리자베스 그리그(1959년 - )은 노르웨이의 기업가이다. 그리그 그룹의 사주 중 한 명으로 그룹 내에서 여러 직책을 맡고 있고, 이사회의 일원이다. 그리그 인터네셔날의 자회사의 최고경영자이기도 하다.
2007년 이후 노슈크 하이드로(Norsk Hydro)사의 사장으로 활동하고 있다. 그녀는 또한 SOS 어린이 마을의 이사회 일원 중의 하나이며, 노르웨이 선주협회의 부의장을 맡고 있다. 슈타트오일하이드로(StatoilHydro)의 이사회의 일원이다.
2008년, 노르웨이에서 가장 영향력있는 100인의 여성에서 5위에 선정되었다.